# Ding Ning
Ding Ning (förenklad kinesiska: 丁宁; traditionell kinesiska: 丁寧; pinyin: Dīng Níng), född den 20 juni 1990 i Daqing, är en kinesisk bordtennisspelare som tog OS-guld i damlagsturneringen och OS-silver i damsingeln vid de olympiska bordtennistävlingarna 2012 i London.
Vid världsmästerskapen i bordtennis 2016 i Kuala Lumpur tog hon VM-guld med det kinesiska landslaget.
Ding tog guldmedaljer i både lagturneringen och singel vid de olympiska bordtennistävlingarna 2016 i Rio de Janeiro.